# Nipaecoccus graminis
Nipaecoccus graminis är en insektsart som först beskrevs av William Miles Maskell 1892.  Nipaecoccus graminis ingår i släktet Nipaecoccus och familjen ullsköldlöss. Inga underarter finns listade i Catalogue of Life.